# Dorothy Hodgkin
Dorothy Mary Crowfoot Hodgkin (Kairo, Egipat, 12. svibnja 1910. – Ilmington, Engleska, 29. srpnja 1994.) - engleska biokemičarka, dobitnica Nobelove nagrade za kemiju 1964. godine za određivanje strukture penicilina i vitamina B12.
Rodila se kao Dorothy Crowfoot u Kairu u Egiptu, gdje su njeni roditelji radili u Ministarstvu obrazovanja. Četiri brata njene majke poginuli su u Prvom svjetskom ratu pa je zbog toga podržavala utemeljenje Lige naroda.
Studirala je kemiju i kristalografiju na Sveučilištu u Oxfordu od 1928. do 1932. godine. Sljedeće dvije godine provodila je kristalografsko istraživanje sterola, peptida i aminokiselina u laboratoriju Cavendish u Cambridgeu. Zatim je ponovno radila na Sveučilištu u Oxfordu. Obranila je doktorat na Sveučilištu Cambridge pod nadzorom profesora Bernala 1937. godine. Postala je profesorica 1960. godine. Bila je članica Kraljevskog društva.
Koristeći rendgensku strukturnu analizu utvrdila je molekularnu strukturu kolesteril jodida (1943.), penicilina (1946.), kolesterola, vitamina B12 (1956.), cefalosporina i inzulina (1962.). Koristeći istu metodu, prva je otkrila 1961. godine, da je vitamin B12 organometalni spoj, jer sadrži izravnu kemijsku vezu između atoma kobalta i ugljika.
Godine 1964. dobila je Nobelovu nagradu za kemiju za rendgenska ispitivanja strukture biokemijski važnih tvari.
Napisala je udžbenik „Kristalografija i kristalno savršenstvo” (Oxford, 1963).
Zvala se Dorothy Crowfoot, sve do dvanaest godina nakon udaje za Thomasa Lionela Hodgkina, od kada se zvala Dorothy Crowfoot Hodgkin. Zbog pojednostavljivanja, najčešće se naziva Dorothy Hodgkin.